# Ценжково
Ценжково (пол. Ciężkowo) — село в Польщі, у гміні Шубін Накельського повіту Куявсько-Поморського воєводства.
Населення — 204 особи (2011).
У 1975-1998 роках село належало до Бидгощського воєводства.

## Демографія
Демографічна структура станом на 31 березня 2011 року:
|          | Загалом | Допрацездатний вік | Працездатний вік | Постпрацездатний вік |
| -------- | ------- | ------------------ | ---------------- | -------------------- |
| Чоловіки | 103     | 26                 | 72               | 5                    |
| Жінки    | 101     | 25                 | 61               | 15                   |
| Разом    | 204     | 51                 | 133              | 20                   |